# すずらん (テレビドラマ)

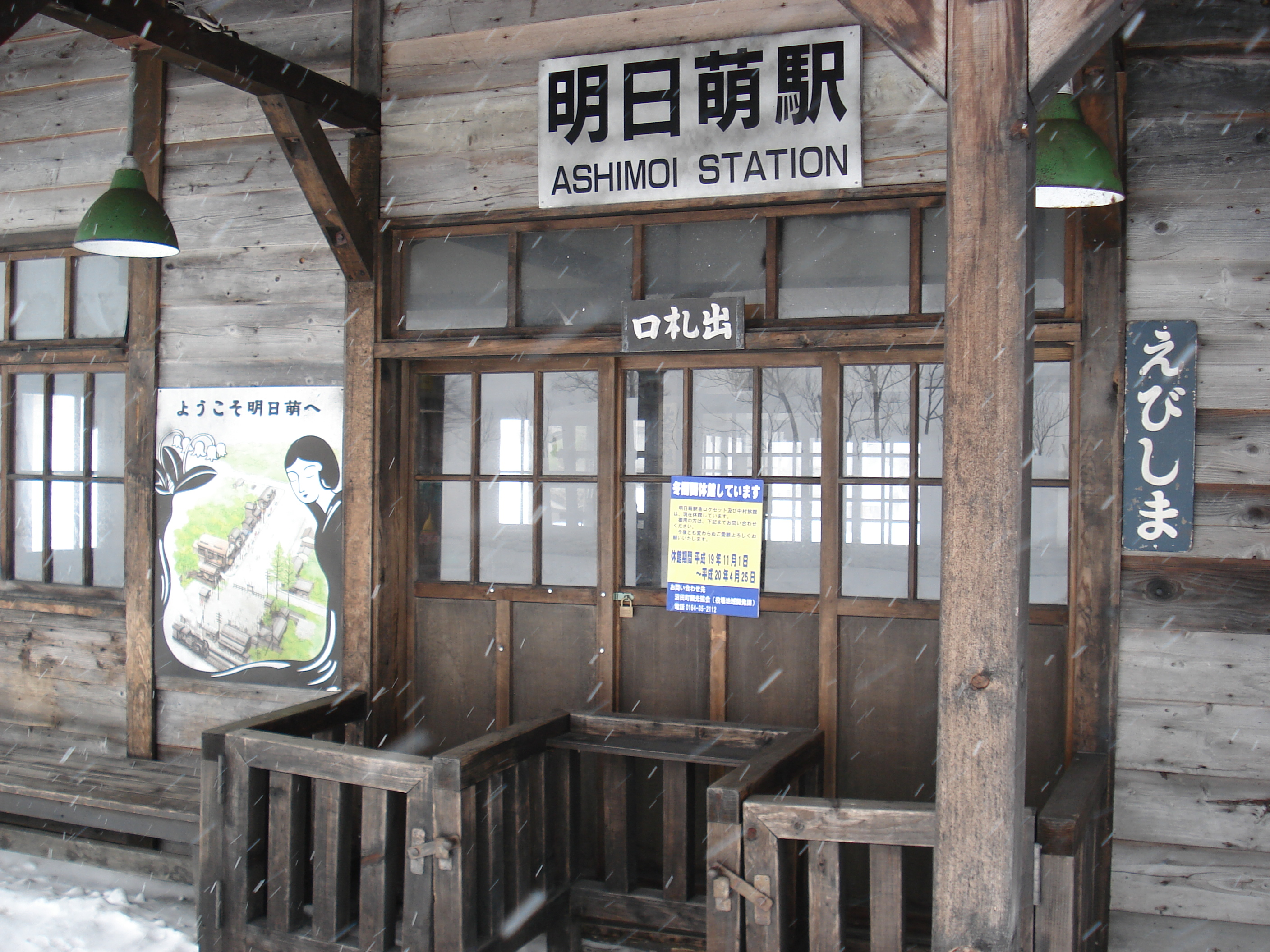
物語の中心であった冬の明日萌駅 改札口
ロケ地の恵比島駅ホームに隣接して置かれている。（2008年撮影）

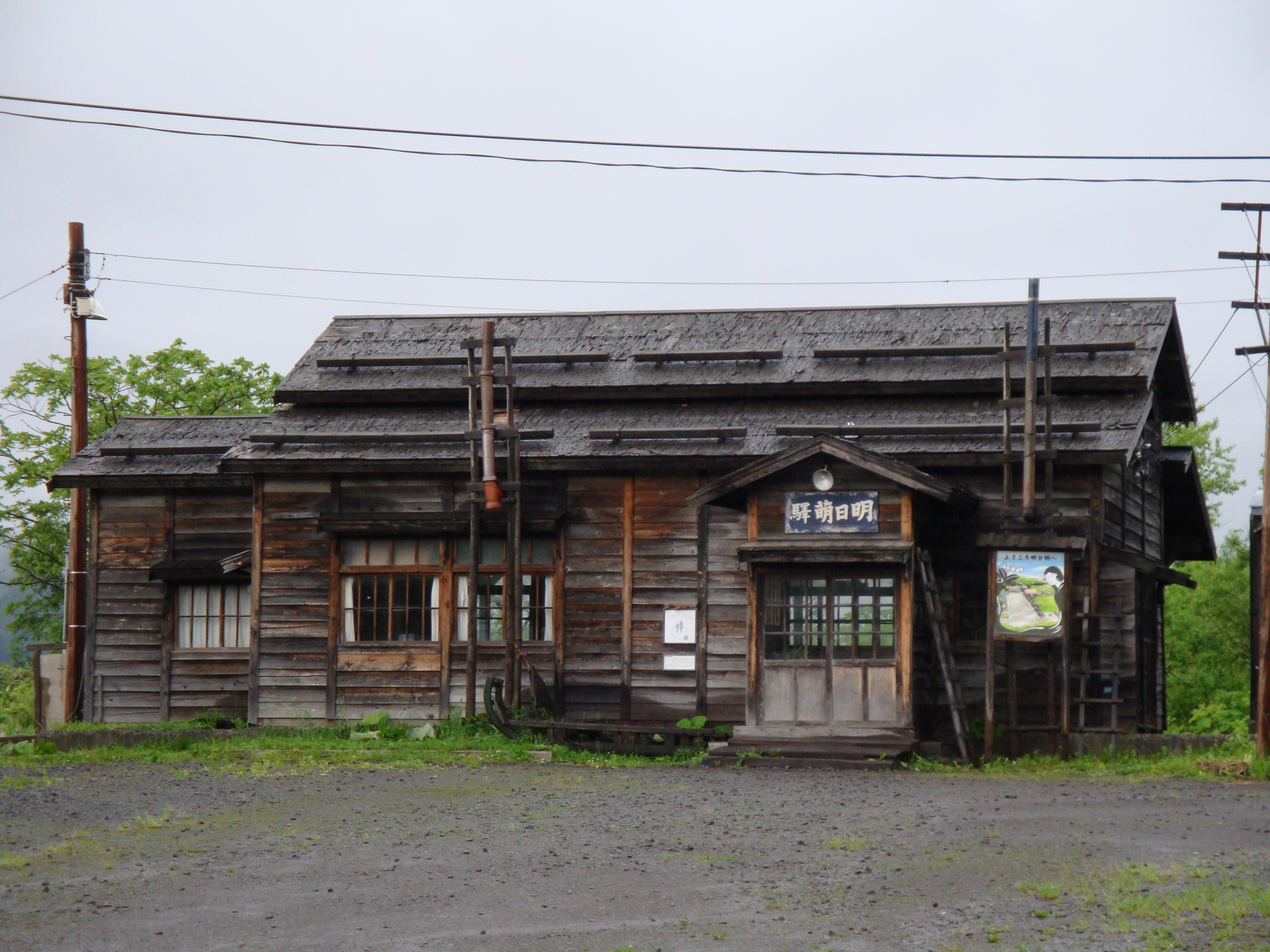
初夏の明日萌驛（正面側 2009年6月撮影）

『すずらん』は、1999年（平成11年）4月5日から10月2日まで放送された、NHK連続テレビ小説の第60作。サイドストーリーの映画も作られ、2000年に公開された。

## 概要
大正時代末期に北海道留萌地方の駅に捨てられ、駅長に育てられたヒロインの母親探しと初恋を軸に、炭鉱で発展した町と鉄道の栄枯盛衰をヒロインの一生を通じて描いた作品である。また、孤児院生活・シングルマザー・待機児童・お受験など子育て・教育に関しても合間を縫ってスポットを当てている。連続テレビ小説のヒロイン役において、新人ではなく子役時代から大河ドラマのレギュラー等の演技実績がある女優（遠野凪子）が起用されたのは1990年代の作品では異例であった。
放送された1999年前半は同じ映画『鉄道員（ぽっぽや）』が公開されるなど、北海道を舞台とした鉄道員の生き様を描く作品の当たり年であり、放送終了後に映画版が製作された。ドラマ版の制作記者発表は鉄道にちなんだ作品として、1998年（平成10年）10月14日（鉄道の日）に交通博物館で行われた。
北海道雨竜郡沼田町が主要なロケ地とされ、同町内の北海道旅客鉄道（JR北海道）留萌本線の恵比島駅前に数々のオープンセットが建設された。撮影に際して、JR北海道は栃木県の真岡鐵道からC12形蒸気機関車（C12 66）を借り受けた他、北海道川上郡標茶町の桜町児童公園に静態保存されていたC11形蒸気機関車（C11 171）を動態復元し、これらの蒸気機関車を使用した恵比島駅での発着や日本海を背景とした空撮シーンを大々的に撮影が行われた。蒸気機関車は方向転換のため留萌駅まで回送となり留萌本線の大半を走行している。またタブレットケースや鉄瓶などの鉄道用品の小道具は三笠鉄道記念館の所蔵品を用いた。
C11 171はドラマ放送期間中の1999年（平成11年）5月1日より留萌本線にて臨時列車「SLすずらん号」として運行され、以後も道内の各路線で観光列車として運用されている。他にも、JR北海道では番組のスチルを使用した記念オレンジカードの発売が行われ、東日本旅客鉄道（JR東日本）では1999年（平成11年）7月の寝台特急「カシオペア」の上野駅での出発式に登壇した橋爪功が常盤次郎役の衣装で出発合図を出すなど、数少ない鉄道と実写作品の大々的なコラボレーションが実施された。また炭鉱で栄えた駅や明日萌温泉など、ロケ地の沼田町の史実が本編にフィードバックされ、「萌の丘」や「明日萌の里」（#明日萌駅周辺）の整備など同町の観光に多大な影響を残した。町営ほろしん温泉ほたる館（源氏の宿）では本作のポスターや写真などの展示が残されている。
『ひまわり』以降実施されていたサブタイトル導入や週末の次週予告が今作では実施されなかった。また、放送中期にはエンディングテーマが挿入歌扱いでタイアップされていた（後の『てるてる家族』なども採用）。
晩年の主人公がルーツとなった地に降り立ち、激動の半生を回顧するという物語の構成は『おしん』と類似している。最終週は、連続テレビ小説では数少ない主人公の死と、エピローグとして本放送時の現代で子孫が活躍する次世代編が描かれ、死没した設定のメインキャストが別の役で出演したり、本放送時に一世を風靡したタレントがゲスト出演していた。

### 放送時間
- 放送日：1999年4月5日 - 10月2日
- 放送時間
  - 毎週月曜日 - 土曜日 7時30分 - 7時45分（BS2）
  - 毎週月曜日 - 土曜日 8時15分 - 8時30分（総合）
  - 毎週月曜日 - 土曜日 12時45分 - 13時（総合、再放送）
  - 毎週土曜日 9時30分 - 11時（BS2、1週間分一括再放送）
- 放送回数：全156回[3]
- 視聴率（1999年）：平均視聴率26.2%、初回視聴率23.1%、最高視聴率30.4%（関東地区、ビデオリサーチ調べ）[4]。
- 総集編：1999年11月29日 - 12月2日（4回 VHSソフトのみ発売）
- NHK札幌放送局にて2002年 - 2003年に全話再放送が行われた。

## あらすじ

### プロローグ
1983年（昭和58年）冬、年老いた女性と幼い孫娘の二人がタクシーで北海道のある廃駅に降り立ち、自分の生涯を孫娘に語りかけるように幼少期から回想することで物語が始まる。

### 出生・少女期
1923年（大正12年）。北海道留萌地方にある財閥系の「三丸炭坑」で栄える町明日萌（アシモイ）。人々の往来で賑わう「明日萌駅」の待合室の片隅に、生まれて間もない赤ん坊と木彫りの人形・手紙が入った籠を、母親と思しき女性が周囲が気づかぬうちに置き去りにして逃げてしまう。置き手紙を見た駅長である常盤次郎はその子を亡妻の生まれ変わりと信じ、萌（もえ）と名付けて育てることを決意する。
次郎や兄姉の愛情を注がれて10歳に成長した萌は、自分と次郎や亡母は血縁関係が無く、義姉・明子の婚姻に支障が出るなど迷惑がかかると察し、自らの意志で孤児院「幸福学園」へ入園するが、満足な食事が与えられずに労働を強いる環境と、友人・さわが医者に診て貰えずに病死するといった悲劇から死に物狂いで次郎の許へ詫びつつ帰って来た。その後、三丸財閥の社長である橘龍蔵の妾の子・二宮勇介と出会い、萌は今まで以上に次郎や明日萌の人々の暖かい愛情を受けながら成長していく。
1941年（昭和16年）、幼馴染みの竹次郎・しのと共に高等小学校を卒業し平穏に暮らしていた18歳の萌は、三丸炭鉱の明日萌所長となって帰ってきた勇介と再会。二人は婚約を決意するが、橘の町に対する圧力に屈し、萌は竹次郎と結婚すると偽り勇介に別れを告げた。母親の手がかりを探すために明日萌を発つ汽車に乗り、生まれて初めて故郷を離れる（漫画版はここで終了）。

### 母親探し
上野駅に降り立った萌は、次郎に手渡されたメモに下宿先が書かれていたものの土地勘が無く、人に尋ねている合間に生活費をスリに遭い途方に暮れる。その晩、「猫又食堂」で手持ち僅かな全財産で食事をするが、店主で女将のとしの計らいから住み込みで働くようになる。太平洋戦争が影を落とす中、ここで永年の友人となる民子らと知り合い、駅舎などの設計建築に携わっている鉄道省技師の日高正憲と結婚するに至る。やがて光太郎をもうけたが、正憲は用務先の満州で戦乱に巻き込まれ帰らぬ人となった。
1945年（昭和20年）3月10日の東京大空襲で「猫又食堂」が全焼。萌は光太郎を連れて明日萌へ疎開し、竹次郎など若い男子が出征したことで人手不足となっていた明日萌駅や中村旅館を手伝う。終戦直前に留萌へ出張していた次郎が北海道空襲に巻き込まれ、入院先の病室で萌は次郎と玉音放送を聴く。
終戦後、台東区の芸者置屋「鶴廼屋」で働くしのから萌の母親と会った人がいると光太郎と共に呼び寄せられ、賄いとして住み込みで働き始める。父を憎悪し相場師へ変貌した勇介と再会し、竹次郎や民子の北海道での調査と勇介の述懐から橘と萌の母親に何かしらの接点があることまで判明する。父との仕手戦に負け失意に落ちたところで勇介と萌は再び婚約するが、萌が明日萌に報告しに帰省した矢先、勇介は逆恨みの暴漢に刺殺され帰らぬ人となる。
勇介の遺骨を持って明日萌に帰った萌は、幸福学園の山岡と再会。山岡に対する憎しみを解き、和解した萌は教師として働き始めた。
1952年（昭和27年）、橘は余命僅かとなった萌の母親・川本富貴に会わせるため匿っていた鎌倉の別荘へ萌を呼び、念願の再会を果たす。富貴と一緒に明日萌に向かい、長い汽車の旅の中でそれぞれの生い立ちを語り合う。萌の実の父親・小林正吉（せいきち）は、かつて橘が手掛けていた別の炭坑の坑夫で、富貴と駆け落ちした後に落盤事故を起こした濡れ衣を着せられ自死。その恨みから富貴は橘の脚を刺して逃げ去ってしまう。そのころ、妊娠していることに富貴は気づいたという。ようやく蟠り解けるもつかの間、富貴は出身地でもある青森で力尽きてしまう。
1960年（昭和35年）12月、石炭の衰退に伴う鉱山の閉鎖により路線は存続するものの、明日萌駅は廃止となることが決まる。主催者の町は歴代駅長に廃止のことや式典の招待を伝えずにおり、退職後は富山の路夫の家で隠居していた次郎が事実を知ったのは前日であったことから、萌や中村家は式典出席をボイコットする。次郎は路夫の勧めで富山から航空機で札幌へ向かい、最終列車で明日萌に降り立ち、駅の最期を見送ることができた。そして灯りが消えた駅舎に向かい皆で「ありがとう」と感謝の気持ちと思いをぶつける。集った人々は、萌や横田を除いてやがて明日萌の町を離れたり、次郎らはほどなくして天寿を全うした。

### 第2の人生
1982年（昭和57年）。萌は年初に幸福学園を閉じ、光太郎が勤める建設会社の東京にある社宅に身を寄せ、光太郎夫婦と孫娘の遥との一家団欒の暮らしを始める。民子が萌の自叙伝作りのためインタビューをしつつ、引きこもりがちで退屈な日々を過ごしていた。偶然立ち寄った弁当屋「おふくろ亭」で、子供をおぶったまま働くシングルマザーを見かねたことから保育園を探すようにと諭して、萌はその代わりに働き出し、アパートに部屋を借りて一人暮らしをはじめる。旭川で駅弁屋の事業が成功し東京の老人ホームで隠居生活をしていた竹次郎と意気投合し、次々と開発した弁当のおかげで「おふくろ亭」は商売繁盛となったが、保育園はどこも入所待ちで簡単には入れてくれないという。幸福学園での教え子で医師となった大作が勤める大学病院で健康診断を受けた折、橘が同じ病院に入院していることを民子から聞き、意識が無く余命僅かな橘に対面し、30年前に母親と再会できて感謝している旨を伝えた。
その後、橘の遺言に基づいて30億円相当の現金預金・三丸商事株式を萌に相続させる旨を弁護士が伝えに来た。受け取る理由は無いと一旦は固辞したが、民子に「夢の実現のために」と諭され、萌は働いている親が安心して子供が預けられる保育園を作りたいと決意し相続する。
騒音を危惧し、保育園開設に反対する近隣マンションの住民グループが現れるも、萌は理解が得られるまで時間をかけることを信念とした。しかし光太郎は賄賂で収束を納めようとしたことから、反対住民との関係が悪化してしまう。どうして急ぐのかと萌の問いに、光太郎は「時間がないんだ」と泣きながら言う。先頃、大作から光太郎へ、萌は末期癌で余命1年程度しか無いと宣告を受けたのであったが、萌は癌を理由にせず、自分の生い立ちを話すことで住民の理解を得て、1983年（昭和58年）、「すずらん保育園」は竣工した。
その後、竹次郎・光太郎・遥・関係が修復した由美子が揃ったクリスマスパーティーを過ごし、皆で明日萌を目指して深川の旅館に着くが、病魔に侵された萌は体調を崩して寝込んでしまう。翌朝、遥だけを連れてタクシーで明日萌駅へと向かう（第一話の回想した萌の場面に戻る）。
萌は自分が生まれ育った待合室の古ぼけた椅子の隅に遥を連れて座り、飾られたままとなっている50年近く前の自分が写った写真を眺め、昔を振り返りながら、次郎の姿と入線する汽車の幻を見る。光太郎らが後追いで来た時には、萌は59年の生涯を閉じて永遠の眠りについていた。幼少の遥はそれを理解できずにいた（総集編とノベライズはここで終了）。

### エピローグ
1999年（平成11年）夏、すでに路線が廃止され列車が通過しなくなった明日萌駅舎は「喫茶店 明日萌駅」に改装され、「Automatic」が流れるなか、若かりしころの萌と瓜二つの遥が横田と孫の達郎を相手に店を切り盛りしていた。失恋で「ただ何となく」明日萌に逃避してきた遥が明日萌駅の解体を止めさせ、100歳になる横田が私財を投じて、自身が撮影した写真を展示する喫茶店に改装させたのであった。
明日萌町職員である達郎は炭鉱が無くなり、人口減少が進む町に人を呼び込むにはどうすればよいか悩むが、それぞれの曾父が記した「神秘の泉」と「温泉」を探し求めに竹次郎の孫・中村健太と、岩波の曾孫・和雄が相次いで明日萌駅に訪ねてくる。和雄は「明日萌温泉リゾート」を開発し、遥をイメージキャラクターにする青写真を描く。しかし、町の調査で温泉が全く湧出しない地域であることが判明し、まちおこしは振り出しに戻ってしまう。
やがて民子が店に訪れ、最後の仕事として書き上げた萌の一代記「萌」の売れ行きが好調であると報され、少しずつ来訪者が増えていく。遥らは、明日萌駅こそが自分たちの拠り所であることを認識する。

## キャスト

### 常盤・日高家
常盤 萌（ときわ もえ） / 日高 萌（ひだか もえ）
演 - 柊瑠美（少女期）→遠野凪子（青年期）→倍賞千恵子（老年期）
主人公。実の母親を捜しながら激動の人生を歩む。芯が強い半面、涙もろい一面も。紙芝居作りが得意。
常盤 次郎（ときわ じろう）
演 - 橋爪功
明日萌駅長。萌の養父。穏やかな性格で、責任感が強く、明日萌の住人からの信頼も厚い。結婚して明日萌を離れる花嫁のために、手製の木彫りの人形を作っている。死後、人生に迷う萌の前に現れたこともあり、実の親以上にヒロインを温かく見守り続ける。
川本 富貴（かわもと ふき）
演 - 倍賞美津子（ドラマ版）、黒木瞳（劇場版）
萌の実母。萌の青年期の重要人物。三味線の名手。
日高 正憲（ひだか まさのり）
演 - 前田耕陽
萌の夫、読書好きの鉄道省職員。いつも忘れ物ばかりしている。猫又食堂の常連客で、としの仲人で萌と結婚。光太郎の誕生直後、満州の鉄道開発に従事するが、家族の写真を忘れて宿舎に戻ったところ爆撃に遭い死亡。
日高 加代子（ひだか かよこ）
演 - 加茂さくら
正憲の母親。
日高 光太郎（ひだか こうたろう）
演 - 藤原義大（幼年期）→東海孝之助（少年期）→大根田良樹（青年期）→川野太郎（壮年期）
萌と正憲の息子。物心つく前に父を失い、母に女手ひとつで育てられる。高校卒業後は軽い気持ちで国鉄に就職することを次郎や萌たちに告げていたが、別の職業に進みたいとの思いが強く、勤労学生として上京し明日萌を離れる。晩年編で就職した建設会社の営業マンとして私鉄の駅ビル開発などに携わる。母の意志を受け継ぎ「すずらん保育園」の園長となる。
日高 由美子（ひだか ゆみこ）
演 - 伊藤かずえ
光太郎の妻。遥のお受験に必死な教育ママだったが、夫と共に「すずらん保育園」を経営する道を選ぶ。
日高 遥（ひだか はるか）
演 - 野村知沙（少女期）→遠野凪子（青年期）
萌の孫で、光太郎と由美子の娘。萌の死を見取った。エピローグでは青年期の萌と瓜二つの22歳となって登場。取り壊し寸前の明日萌駅に現れ、横田から「明日萌駅」の運営を任され明るく振る舞う。内心は大学卒業時に結婚を破棄された傷心から放浪で明日萌に来ただけであり、明日萌に思い入れがある訳ではなかった。
初回登場時（幼年期）のテロップは「橘 はるか」となっているが、当初は萌と勇介が結ばれる予定であったのか明らかにされていない。
亀田 安代（かめだ やすよ）
演 - 冨士眞奈美
次郎の姉。根は悪くないのだが、しばしば萌に辛く当たる。しかしながら明子が萌と和解してからは当り散らすことはほとんど無くなった。
常盤 明子（ときわ あきこ） / 葛木 明子（かつらぎ あきこ）
演 - 内山理名（少女期）→渡辺典子（青年期）
次郎の長女。萌の出生が原因で見合いが破綻しかけるも無事に結婚。太平洋戦争で夫を失い、明日萌の実家に疎開。精神的に荒んで日高の写真を破り捨てるなど萌に辛く当たるが、夫の死で泣き崩れる萌を目の当たりにして和解した。
葛木 信夫（かづらぎ のぶお）
演 - 和田圭市
明子の夫。太平洋戦争で死亡。
常盤 義雄（ときわ よしお）
演 - いしいすぐる
明子と信夫の息子。
常盤 鉄夫（ときわ てつお）
演 - 笠原秀幸（少年期）→蟹江一平（青年期）
次郎の長男。家族の反対を押し切って海軍に入隊し、太平洋戦争で戦死する。
常盤 路夫（ときわ みちお）
演 - 奈良本浩樹（少年期）→山下徹大（青年期）
次郎の次男。幼いころから病弱で、父の影響を受けて木彫り職人を目指す。一時挫折して萌に迷惑をかけるが、富山で一人前の木彫り職人として大成し、駅長を退職した後の次郎は彼の家で余生を送る。
常盤 春子（ときわ はるこ）
演 - 島崎和歌子
路夫の妻。多くの子宝に恵まれる。
常盤 町子（ときわ まちこ）
演 - 金谷彩紀
路夫と春子の娘。

### 中村・池田家
中村 幸子（なかむら さちこ）
演 - 萬田久子
中村旅館女将。しっかり者で頼りない夫を尻に敷く。次郎を慕っている。
中村 松吉（なかむら まつきち）
演 - 石倉三郎
中村旅館主人、幸子の夫。箸置き亭主で女好き。弁当屋を開業して成功するが、真冬にもかかわらず屋外で泥酔して凍死してしまう。
中村 千吉（なかむら せんきち）
演 - 三木のり平（第1週のみ）→今福将雄（第2週以降、代役）
松吉の父。隠居の身で、悠々自適の生活を送る。冒険好き。子の松吉に先立たれ、徐々に記憶が不鮮明になっていく。
中村 竹次郎（なかむら たけじろう）
演 - 山田一統（少年期）→大柴邦彦（青年期）→尾藤イサオ（老年期）
萌の幼馴染。松吉と幸子の息子。裏表の無い明るい性格で、幼少期より萌に片想いしている。戦時中に出征したが生還し、自分を慕う池田しのと結婚した。廃駅後は中村旅館を閉鎖し、旭川で事業を拡大した弁当屋が成功する。しのに先立たれてから埼玉の老人ホームに住み、電車で萌の自宅に通い相談役となる。エピローグで遥が中学に入学したころ（1989年）に逝去していることが明らかとなる。
池田 しの（いけだ しの） / 中村 しの（なかむら しの）
演 - 高橋祐月（少女期）→山田まりや（青年期）
萌の親友。竹次郎に思いを寄せるが、両親の事故で萌より先に上京し芸者になる。終戦後、竹次郎と結婚し息子をもうける。晩年編の数年前に病で他界。
池田 三男（いけだ みつお）
演 - 江良潤
しのの父親。三丸炭鉱の鉱夫。落盤事故で重傷を負う。
池田 しげ（いけだ しげ）
演 - 田中綾子
しのの母。事故で重労働ができなくなった夫に代わって炭鉱で働くが、落盤事故で生き埋めで見殺しにされて死亡。
中村 健太（なかむら けんた）
演 - 大柴邦彦
エピローグに登場する竹次郎としのの孫。何かを探し求めてバックパッカーの出で立ちで明日萌駅に現れ、野宿で滞在する。両親が竹次郎から継いだ旭川の弁当会社は、バブル期の不動産と株投機の失敗で3年前に廃業している。

### 明日萌の人々
横田 康雄（よこた やすお）
演 - うじきつよし
横田写真館の店主でカメラマン。通称“横田のボン”。「このカメラが頂戴します」の合図で明日萌のあらゆる写真を撮影してきた。みねとの失恋を機に明日萌で一番長く生きることを決意し、エピローグでは100歳を迎え、町の生き字引となる。私財を投じ、喫茶店兼ギャラリーへ改装した明日萌駅舎の所有者となり、突然現れた遥に運営を任せる。同年代の萌と見間違えて遥を「おお、萌。」と呼ぶのがお決まりだった。
横田 達郎（よこた たつろう）
演 - 畠中洋
エピローグに登場する横田の孫で、明日萌町役場に勤める公務員。町に人を呼び込もうとまちおこしの策定に奮闘している。
北澤 みね（きたざわ みね）
演 - 三原じゅん子
北澤理髪店主、明日萌のマドンナ。横田や松吉・岩波ら憧れの的だったが、後に過去に何か訳ありの渡世人（演：鶴見辰吾）と駆け落ちして、明日萌を去る。
岩波 尚助（いわなみ なおすけ）
演 - 小野武彦
明日萌町長。松吉とは古くからの喧嘩友達。お調子者だが憎めない。後に府会議員・国会議員までに出世。
岩波 和雄（いわなみ かずお）
演 - 野村祐人
岩波の曾孫。エピローグに登場。父親の代で国会議員の地盤は失っているが、バブル期の感覚が抜け切れていないボンボン。岩波が戦後に計画した温泉掘削の資料を手掛かりに「明日萌温泉リゾート」開発計画を町へ持ち込みに明日萌駅に現れる。最後には祖父と同じくまちづくりの功績を作り上げて明日萌町長となり、国会議員へ出世する目標を抱く。
木村 県一（きむら けんいち）
演 - 渡部雄作
明日萌駅のベテラン駅員。次郎の相棒。
橋岡 勝太郎（はしおか かつたろう）
演 - 木村壮平
明日萌駅の新人駅員。

### 三丸財閥
橘 龍蔵（たちばな りゅうぞう）
演 - 夏八木勲
三丸炭坑社長・三丸商事・三丸財閥代表。萌の人生の節目節目に影響を及ぼす。足が不自由で杖を付いているが、後にこれは川本富貴によって刺された後遺症であることが判明する。
二宮 富子（にのみや とみこ）
演 - 東てる美
龍蔵の妾、勇介の母。夫と息子の骨肉の争いに心を痛める。
二宮 勇介（にのみや ゆうすけ） / 橘 勇介（たちばな ゆうすけ）
演 - 小谷幸弘（少年期）→唐渡亮（青年期）
龍蔵と富子の息子。私生児。萌の初恋相手だが、龍蔵によって引き裂かれる。後に家を飛び出し、高利貸しとなって父と対立。再会した萌の恋が再燃して婚約を交わすが、その直後に怨みを買った暴漢に襲われ非業の死を遂げる。
清城 和子（きよしろ かずこ）
演 - 七森美江
勇介の婚約者。華族の令嬢で、萌も見下す。
石澤 勝彦（いしざわ かつひこ）
演 - 田口トモロヲ
三丸炭鉱の幹部。龍蔵の腹心。

### 幸福学園
山岡 千代（やまおか ちよ）
演 - 山下容莉枝
孤児院・幸福学園の教師、後に園長。園児の製作物を秘かに売り捌いて懐に入れており、それを目撃したさわを徹底的に虐待して死に至らせる。さわを庇った萌にまで矛先を向け、納屋に押し込めて凍死寸前にまで追い詰めた。その後さわの死を悔いて改心、クリスチャンとなって過去の贖罪のため、別人のように生徒に優しく接するようになり、竹次郎の説得もあって約20年の時を経て萌と再会し和解した。
田所 平蔵（たどころ へいぞう）
演 - 草薙幸二郎
幸福学園の園長。私腹を肥やす俗物。
佐々木 すみ（ささき すみ）
演 - 絵沢萌子
幸福学園の炊事係。山岡に痛めつけられた萌を助け、密かに脱出の手伝いをする。
子爵夫妻（ししゃくふさい）
演 - 浅沼晋平、天野隆子
幸福学園の出資者。
石森 さわ（いしもり さわ）
演 - 小此木麻里
幸福学園の生徒。萌と親しくなるが栄養失調による高熱・衰弱で病死。萩原朔太郎の詩『竹』を暗誦できる。
石森 吉江（いしもり よしえ）
演 - 長坂しほり
さわの母。男と駆け落ちしたことから娘を預けた。
藤川 大策（ふじかわ だいさく）
演 - 萩野嘉一郎（少年期）→高山広（青年期）
幸福学園の生徒。萌の教え子で、光太郎の親友。のちに大学病院の勤務医となる。成長後も恩師の萌を厚く慕っている。
斉藤 範子（さいとう のりこ）
演 - 児玉真菜
幸福学園の生徒。萌の教え子で、光太郎の初恋相手。

### 猫又食堂の人々
川村 とし（かわむら とし）
演 - 中村玉緒
萌の住み込み先となる「猫又食堂」女将。「安くてまずい」をモットーに徹底的に倹約した料理を出す。
過去の経歴から、萌から実母と思われていた。
松崎 雪子（まつざき ゆきこ）
演 - 酒井美紀
としの実の娘。自分を捨てた母を恨んでいるが、萌と啓太郎の説得でわだかまりを解く。
高橋 影虎（たかはし かげとら）
演 - 日下武史
従業員。としの内縁の夫のような存在。食材となる野草探しが得意なため、周りからは「先生」と呼ばれている。
東京大空襲で死去。
木島 里子（きじま さとこ）
演 - 宮地雅子
従業員。空襲で店を失った後は、勝利を頼る。
戸田 隆一（とだ りゅういち）
演 - 多々良純
常連客。
本城 啓太郎（ほんじょう けいたろう）
演 - 岸本祐二
常連客。映画俳優。貧乏だったころのツケを払うために、いつも2倍の料金を払っている。萌に一目惚れしたが、日高に託して出征。
太平洋戦争で死亡。
佐伯 勝利（さえき かつとし）
演 - 清水アキラ
常連客。相場師。
大町 広子（おおまち ひろこ）
演 - 青山知可子
常連客。カフェの女給。
お千代様
演 - 美輪明宏
近くの拝み屋。萌の子（光太郎）が生まれたとき、としが名前について相談した。

### 東京の人々
富高 民子（とみたか たみこ）
演 - 中島ひろ子（青年期）→佐藤友美（老年期）
萌の親友。出版社勤務で、上京後の萌を生涯にわたって助ける。萌の死後、彼女の自伝「萌」を発表する。
なお、放送当時のステラのすずらん特集によると当初は「司書A」という名もない端役であったという。ただ、物語が展開するにつれて、萌の母親探しになくてはならない人物になったという記述がある。
また、彼女が萌に言った「いつの時代も子供たちの未来は輝いていなくてはならない」という言葉は、晩年の萌の保育園設立のための支えになっていく。
森川 秀治（もりかわ ひではる）
演 - 岡本富士太
東京の駅職員。次郎の後輩。
きよ子
演 - 松原智恵子
鶴廼家女将。しのやあやめの主人で、萌の面倒も見る。泣ける話にとても弱い。
あやめ
演 - 鈴木砂羽
芸者、しのの仲間。瓦割りが得意技だが、それによって客が言葉を失ってしまうため受けが悪い。
小梅（こうめ）
演 - 犬山犬子
芸者、しのの仲間。
小夏（こなつ）
演 - 山川恵里佳
芸者、しのの仲間。
豊子（とよこ）
演 - 宮下順子
小料理「かない」の店主。富貴の情報を萌に教える。
小林 正嘉（こばやし まさよし）
演 - 斉藤暁
萌のパート先の弁当屋主人。
畑野 真理（はたの まり）
演 - 西尾まり
萌のパート先の弁当屋店員。
広瀬 みどり（ひろせ みどり）
演 - 花井紫
萌のパート先の弁当屋店員。

### その他
進藤 光子（しんどう みつこ）
演 - 川中美幸
次郎の見合い相手。
内藤 浩士（ないとう こうじ）
演 - 吹越満
自称作家。共産主義者のテロリスト。
関（せき）
演 - 河野洋一郎
内藤の仲間、橘の暗殺を企てる。なお、河野はヒロインのオーディションで相手役を担当した。
大川 雪之丞（おおかわ ゆきのじょう）
演 - 鏡味小仙
幼いころの萌が見物した新劇「雪之丞一座」の座長。
ケイ、小笠原 友子（おがさわら ともこ）
演 - 小林恵（二役）
吉田 朝（よしだ とも）
演 - 田中要次
安達 大介（あだち だいすけ）
演 - 池田鉄洋
丹沢 文雄（たんざわ ふみお）
演 - 久保晶
清城 房之助
演 - 戸沢佑介
東京駅の駅員
演 - 石母田史朗、綱島郷太郎、矢崎文也
猫又食堂の客
演 - 青羽剛
不動産屋
演 - 所ジョージ
入院患者
演 - 原ひさ子
雪之丞一座
演 - 鏡味小仙社中（丸一仙翁社中）
明日萌に来た女占い師
演 - パイレーツ（浅田好未、西本はるか）
喫茶店「明日萌駅」の客
演 - 萬田久子、石倉三郎、小野武彦、冨士眞奈美、渡部雄作（いずれも二役）
その他
演 - 松本じゅん、石坂重二、中村万里、鈴木一馬、石原勝也、香坂千晶、上出留美、藤代三千代、若尾義昭、蒲地宏、戸沢佑介、高橋光代、芦川誠、今井耐介、松原ひろの、野田和代、戸田比呂子、伊藤優希、田村元治、柳谷寛、京晋佑、笹本玲奈、新谷直子、吉田かおる、下村彰宏、大瀧由花詩、高杉航大、竹内靖司、真実一路、萩野崇、松元ヒロ、秋間登、奈良朝洋、高柳葉子、野村祐人、森下哲夫、千石規子、山崎猛、山下啓介、鈴木ヤスシ、松山尚子、柏木風太朗、本多晋、花原照子、村上寿、伊藤眞、菅野達也、岡田俊博、橘川丈仁郎、にしだまちこ、速名美佐子、森澤早苗、山上賢治、須賀健太
ほか

## スタッフ
- 作 - 清水有生[1]
- 音楽 - 服部隆之[1]（サントラ盤：ソニーレコード）
  - 演奏 - コンセール・レニエ
  - クラリネット演奏 - 赤坂達三
  - 歌 - 吉田美奈子
- イメージソング・エンディングテーマ（X週放送分〜） - 『星の線路』
  - 作詞 - 大村のぞみ、歌 - Non、作曲 - 服部隆之、編曲 - 小西貴雄
- 語り - 倍賞千恵子[1]（エピローグのみ遠野凪子）
- 副音声解説 - 関根信昭
- 資料提供 - 松田鐵也
- 風俗考証 - 小野一成、天野隆子（本編にも出演）
- 鉄道考証 - 松澤正二、大石和太郎（元国鉄職員。東海道新幹線「ひかり2号」の開業一番列車の運転士で有名となり、また第15回NHK紅白歌合戦のゲストとしても国鉄職員でありながら出演していた）
- 所作指導 - 橘芳慧
- 木彫制作指導 - 加藤栄次
- 三味線指導 - 澤田勝成
- 空手指導 - 東孝
- 取材協力 - 新生活研究会
- 撮影協力 - 北海道沼田町、深川市、夕張市、留萌市、北海道開拓の村、JR北海道、JR東日本、真岡鐵道
- 制作統括 - 一井久司[1]
- 制作 - 安原裕人
- 美術 - 稲葉寿一、斉藤健治、西村薫
- 技術 - 川崎和彦、渡辺秀男、田中満
- 音響効果 - 林幸夫、浜口淳二、小野寺茂樹[1]
- 編集 - 久松伊織、藤原智子、福寿香里
- 撮影 - 清水昇一郎、白井政治、小笠原洋一
- 照明 - 岡本昌弘、福田晋
- 音声 - 小林清、浜川健治、嶋岡智子、谷島一樹
- 映像技術 - 倉又信久、野村誠、中寺貴史、吉田賢治
- 美術進行 - 塩野邦男、大野輝男、川崎裕一
- 演出 - 黛りんたろう / 吉川邦夫、大橋守、渡邊良雄、野田雄介、勝田夏子

## 放送日程
| 週 | 回数      | 放送日            | 演出                |
| -- | --------- | ----------------- | ------------------- |
| 1  | 1 - 6     | 4月5日 - 4月10日  | 黛りんたろう        |
| 2  | 7 - 12    | 4月12日 - 4月17日 | 黛りんたろう        |
| 3  | 13 - 18   | 4月19日 - 4月24日 | 黛りんたろう        |
| 4  | 19 - 24   | 4月26日 - 5月1日  | 黛りんたろう 大橋守 |
| 5  | 25 - 30   | 5月3日 - 5月8日   | 黛りんたろう        |
| 6  | 31 - 36   | 5月10日 - 5月15日 |                     |
| 7  | 37 - 42   | 5月17日 - 5月22日 |                     |
| 8  | 43 - 48   | 5月24日 - 5月29日 |                     |
| 9  | 49 - 54   | 5月31日 - 6月5日  |                     |
| 10 | 55 - 60   | 6月7日 - 6月12日  |                     |
| 11 | 61 - 66   | 6月14日 - 6月19日 |                     |
| 12 | 67 - 72   | 6月21日 - 6月26日 |                     |
| 13 | 73 - 78   | 6月28日 - 7月3日  |                     |
| 14 | 79 - 84   | 7月5日 - 7月10日  |                     |
| 15 | 85 - 90   | 7月12日 - 7月17日 | 野田雄介            |
| 16 | 91 - 96   | 7月19日 - 7月24日 |                     |
| 17 | 97 - 102  | 7月26日 - 7月31日 | 吉川邦夫            |
| 18 | 103 - 108 | 8月2日 - 8月7日   |                     |
| 19 | 109 - 114 | 8月9日 - 8月14日  | 渡邊良雄            |
| 20 | 115 - 120 | 8月16日 - 8月21日 | 吉川邦夫            |
| 21 | 121 - 126 | 8月23日 - 8月28日 | 大橋守              |
| 22 | 127 - 132 | 8月30日 - 9月4日  | 野田雄介            |
| 23 | 133 - 138 | 9月6日 - 9月11日  |                     |
| 24 | 139 - 144 | 9月13日 - 9月18日 | 渡邊良雄            |
| 25 | 145 - 150 | 9月20日 - 9月25日 | 野田雄介            |
| 26 | 151 - 156 | 9月27日 - 10月2日 |                     |

## 総集編
1999年11月29日から12月2日 17時 - 17時59分にBS2で放送、同年12月27日から30日に総合で午前・午後に各1回放送。
- 第一章「少女編」
- 第二章「激動編」
- 第三章「運命編」
- 最終章「完結編」

## メディアミックス
本作は他の連続テレビ小説作品と同じく、NHK出版よりドラマノベライズ版が上・中・下の3巻で発売されたほか、「天うらら」「やんちゃくれ」に次いでコミカライズ版が本放送期間中にNHK出版コミックスとして2巻発売された（作画：いがらしゆみこ。物語前半部分のみ採譜）。翌2000年には平成期に放送された連続テレビ小説としては現在唯一の劇場版も制作・公開され、ドラマ本放送開始から映画版公開終了までのおよそ14か月近くに亘り、NHKによる本作のメディアミックスが展開された。
NHKによるものではないが、ドラマ・映画版の影響からJR北海道で「SLすずらん号」が1998年から2005年までの長期に及んで運行された（→#明日萌駅参照）。

## 劇場版
『すずらん 〜少女萌の物語〜』の題名で2000年6月17日に公開。
ドラマ本編で次郎が「萌は母親に10歳の時に会っている」と回顧していた部分を膨らませたサイドストーリーとなっている。ドラマでは次郎の出張先などでしか登場しない留萌市や、ロケ地のに沼田町に実在する夜高あんどん祭りを新たな舞台としている。テレビドラマが終了した2000年1月から4月にかけて、SLすずらん号として運転開始後のC11形蒸気機関車を用いて留萌本線や沼田町・恵比島駅・留萌市で撮影された。
連続テレビ小説の映画化は、1973年の『藍より青く』以来27年ぶり。テレビ版のチーフ演出だった黛りんたろうが監督を務めた。音楽が服部隆之から岩代太郎に交代したほか、鈴木砂羽・蟹江一平・蒲池宏・江良潤がテレビ版とは別の役で出演。テレビ版では倍賞美津子が演じた萌の実母・富貴役は黒木瞳に変更されており、中心人物と舞台以外はドラマ版とは関係性が薄いものとなっている。
制作プロダクションはNHKエンタープライズ21、配給は松竹。
興行収入は2.1億円。

### あらすじ（劇場版）
1934年（昭和9年）。11歳になった萌は、汽車に轢かれそうになったところを中村旅館に泊まっている青年・勝俣秀次に助けられる。しかし勝俣は特高に付け狙われている共産主義者で、過酷な漁業に従事させる代わりにどんなお尋ね者でも受け入れる番屋に身を潜めることとなる。同行した萌は、1年前に会う約束をしながら遂に姿を見せなかった生き別れの母・富貴の情報を耳にする。

### キャスト（劇場版）

#### テレビ版からの続投出演者
- 常磐 萌（ときわ もえ）- 柊瑠美
- 常盤 次郎（ときわ じろう） - 橋爪功
- 中村 幸子（なかむら さちこ） - 萬田久子
- 中村 松吉（なかむら しょうきち） - 石倉三郎
- 横田 康雄（よこた やすお） - うじきつよし
- 岩波 尚助（いわなみ なおすけ） - 小野武彦
- 亀田 安代（かめだ やすよ） - 冨士眞奈美
- 北澤 みね（きたざわ みね） - 三原じゅん子
- 中村 竹次郎（なかむら たけじろう） - 山田一統
- 木村 県一（きむら けんいち） - 渡部雄作

#### 劇場版の新出演者
川本 富貴（かわもと ふき）
演 - 黒木瞳
萌の実母。
勝俣 秀次（かつまた しゅうじ）
演 - 池内博之
特高に追われる謎の青年。本名は内山 三男（うちやま みつお）。
岩崎 陽介（いわさき ようすけ）
演 - 中村梅之助
番屋の親方。秀次を匿う。
菊江（きくえ）
演 - 鈴木砂羽
陽介の愛人。
番屋の女将
演 - 新橋耐子
留萌の警察
演 - 上田耕一
明日萌の警察
演 - 綾田俊樹、石井英明
漁師
演 - グレート義太夫、蟹江一平、江良潤
その他
演 - 蒲池宏、小林トシ江、佐藤正宏、佐々木雅之、上林達夫、ポカスカジャン、石原良、種子

### スタッフ（劇場版）
- 製作総指揮：大谷信義、酒井治盛
- 制作・エグゼクティブプロデューサー：田中浩三、高橋康夫
- 監督：黛りんたろう
- 脚本：清水有生
- 音楽：岩代太郎
- チーフプロデューサー：野村芳樹、田代勝四郎
- プロデューサー：田沢連二、吉岡和彦、坂美佐子
- ラインプロデューサー：貝原正行
- 撮影：中堀正夫 (J.S.C.)
- 照明：丸山文雄
- 美術：中澤克巳
- 録音：北村峰晴
- 編集：奥原好幸
- 記録：牧野千恵子
- 助監督：佐々部清
- 製作担当：芳川透
- 美術製作：橋口修侍
- 時代考証：小野一成
- 風俗考証：天野隆子
- 津軽三味線指導：澤田勝成
- 木彫制作指導：加藤栄次
- 鉄道考証：松澤正二
- 駅員指導：柏倉正男
- 脚本協力：清水進生
- 制作デスク：武笠麻友、鈴木美佐子
- 制作進行：清水博、甲斐聖太郎
- 音楽プロデューサー：金子恒彦、小野寺重之
- 主題歌：『すずらんのうた』
- イメージソング：『母に捧げる歌』
  - 作詞：阿久悠、作曲：浜圭介、編曲：萩田光雄、歌：柊瑠美・灘麻太郎（日本クラウン）
- 特別協力：沼田町・明日萌観光協力会、JR北海道、JR東日本、ロッテ菓子工業、JAS
- 協力：北海道開拓の村、三笠鉄道村、留萌市、苫前町、秩父別町、新十津川町、深川市、北竜町

## 明日萌駅
留萌本線の恵比島駅（北海道雨竜郡沼田町、2023年3月31日営業終了）前に、明日萌駅や中村旅館をはじめ、大正時代末期の北海道の街並みを再現する数々のオープンセットが建築された。明日萌駅は当初無機質な鉄道車両（車掌車）を利用した恵比島駅舎を覆う形のオープンセットで設営された。ドラマの撮影が終了した1999年夏に沼田町によって、既存の恵比島駅舎の隣接に昭和初期の設定の「明日萌驛」が建設され、駅向かいの旧旅館を撮影時に用いた「中村旅館」へ改修。この2つの施設を「明日萌の里」として沼田町が管理している。
積雪がある10月末から4月下旬以外のシーズン期間の昼間は、それぞれ中に立ち入り見学することが可能である。1999年夏から当初3年間の予定で設置されるつもりだったが、SLすずらん号が恵比島（明日萌）駅に現実に停車することで観光スポット化したため、明日萌驛と中村旅館は沼田町管理の施設として存続し、クランクインから20年以上経過して以降も公開が行われている。また恵比島駅の営業が終了した2023年3月31日にはラストランを記念したセレモニーが当駅で行われ、以降は春季大型連休を中心に、駅舎開放やグッズ販売などのイベントが行われている。
2012年から2016年の夏季は、中村旅館を地域おこし協力隊が「農民カフェ 北海道店」として飲食店営業を行った。
この恵比島駅からは「留萠鉄道」が分岐していたが、1960年代に廃止されており作品上はターミナル駅として描かれていない。1986年までは現在の明日萌驛舎の所に旧駅舎が存在していた。旧駅舎のコンクリート土台をそのまま再利用して明日萌驛舎は建てられた。
留萠鉄道で使われたクラウス15号蒸気機関車がほろしん温泉向かいに保存されており、架空の「幌新」駅名標には、隣駅に「あしもい」「しょうわ」と記載がある。
「あしもい」は北海道のアイヌ語地名に似せて創作された架空の地名である。